# 오이노피온

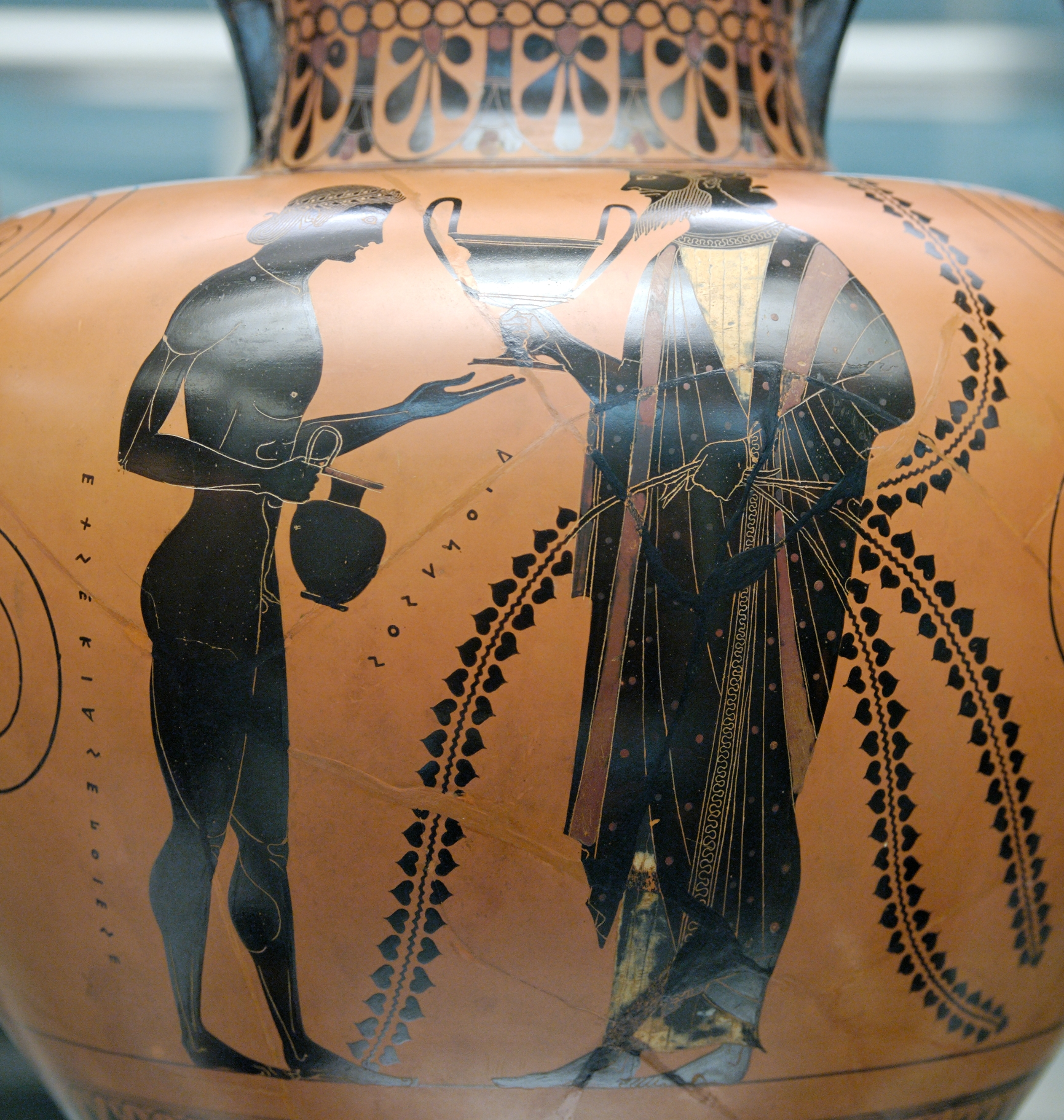

오이노피온(Οἰνοπίων)은 "포도주를 마시는 자", "포도주가 풍부한", "포도주 얼굴"을 의미하며 그리스 신화에서 히오스섬의 전설의 왕이며 이 섬에 포도주제조기법을 전해준 것으로 알려져 있으며, 이 섬은 라다만티스에 의해 그에게 할양되었다.

## 가족
오이노피온은 디오니소스의 크레타의 프린세스 아리아드네의 아들이다. 림노스섬에서 태어났다.